# Fiskeby, Hudiksvalls kommun
Fiskeby är en småort i Hälsingtuna socken i  Hudiksvalls kommun, Gävleborgs län, nordost om Hudiksvall. År 1995 namngav SCB småorten Fiskeby (norra delen) med småortskod S7075.
Här hittades en stockbåt som kanske är Norra Europas äldsta båt. Den är daterad till 700-500 f.Kr.